# Urolophus
Urolophus ist eine Gattung aus der Familie der Rundstechrochen (Urolophidae), die im tropischen und subtropischen Indopazifik vorkommt.

## Merkmale
Urolophus-Arten sind kleine bis mittelgroße Rochen mit einer annähernd runden oder rhombenförmigen Körperscheibe. Die Breite der Körperscheibe entspricht ihrer Länge oder sie ist bis zu 1,3 mal breiter als lang. Augen und Spritzlöcher liegen auf der Rückenseite nah beieinander. Direkt hinter den Spritzlöchern ist die Körperscheibe am breitesten. Die Spitzen der Brustflossen sind annähernd winkelig oder breit abgerundet, die Bauchflossen dreieckig oder abgerundet. Die Oberfläche der Rückenseite ist glatt. Die rockförmigen Hautfalten an den Nasenöffnungen, sind vollständig zusammengewachsen und reichen bis zum Maul. Der Schwanz hat etwa die gleiche Länge wie die Körperscheibe und trägt einen auffälligen Stachel. Eine kleine Schwanzflosse ist vorhanden, eine Rückenflosse nur bei wenigen Arten. Urolophus-Arten sind auf der Rückenseite einfarbig oder durch breite Bänder, große Flecken oder eine Netzzeichnung gemustert. Die Bauchseite ist in den meisten Fällen hell, seltener auch dunkel.

## Arten

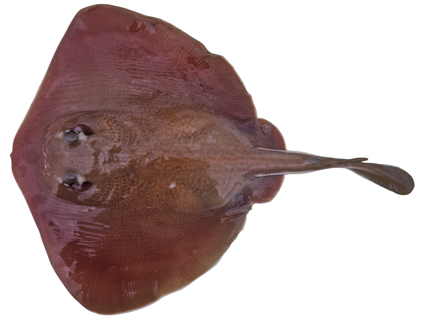
Urolophus bucculentus

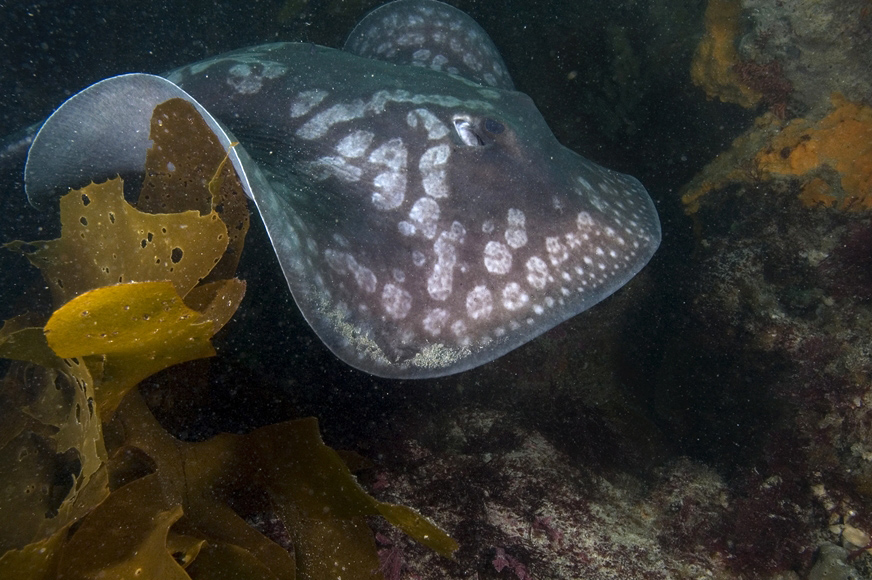
Urolophus gigas

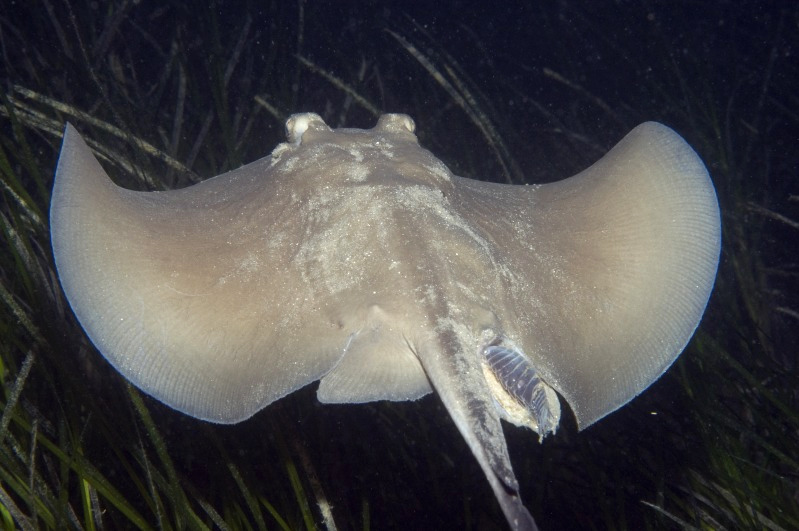
Urolophus paucimaculatus

- Urolophus aurantiacus Müller & Henle, 1841.
- Urolophus bucculentus Macleay, 1884.
- Urolophus circularis McKay, 1966.
- Urolophus cruciatus (Lacépède, 1804).
- Urolophus deforgesi Séret & Last, 2003.
- Urolophus expansus McCulloch, 1916.
- Urolophus flavomosaicus Last & Gomon, 1987.
- Urolophus gigas Scott, 1954.
- Urolophus javanicus (Martens, 1864).
- Urolophus kaianus Günther, 1880.
- Urolophus lobatus McKay, 1966.
- Urolophus mitosis Last & Gomon, 1987.
- Urolophus neocaledoniensis Séret & Last, 2003.
- Urolophus orarius Last & Gomon, 1987.
- Urolophus papilio Séret & Last, 2003.
- Urolophus paucimaculatus Dixon, 1969.
- Urolophus piperatus Séret & Last, 2003.
- Urolophus sufflavus Whitley, 1929.
- Urolophus viridis McCulloch, 1916.
- Urolophus westraliensis Last & Gomon, 1987.

Zur Gattung Urolophus zählten ursprünglich auch die Arten der Gattungen Urobatis und Urotrygon. Die beiden Gattungen bilden heute die Familie der Amerikanischen Rundstechrochen (Urotrygonidae).